# Тренч, Николас, 9-й граф Кланкарти
Николас Пор Ричард Ле Пор Тренч, 9-й граф Кланкарти (англ. Nicholas Le Poer Trench, 9th Earl of Clancarty; родился 1 мая 1952 года) — англо-ирландский пэр, а также дворянин из голландской знати. Лорд Кланкарти является избранным наследственным пэром в британской палате лордов. Его графство находится в пэрстве Ирландии. Образование получил в Вестминстерской школе. Он также учился в Ашфордской гимназии, Плимутском политехническом университете, Университете Колорадо в Денвере, США, и Шеффилдском университете.

## Биография
Лорд Кланкарти родился в Аксбридже, 1 мая 1952 года, единственный сын достопочтенного Эдварда Форда Ле Пора Тренча (1917—1995), второго сына 5-го графа Кланкарти от его второго брака, и Джослин Луизы Кортни (? — 1962). Он женат на журналистке Виктории Фрэнсис Ламберт и имеет одну дочь:
- Леди Ровена Элизабет Джой Ле Пор Тренч (род. 2005).

В 1995 году он унаследовал этот титул после смерти своего бездетного дяди Бринсли Ле Поера Тренча, 8-го графа Кланкарти (1911—1995). Он занял свое место в Палате лордов в это время как виконт Кланкарти, титул в Пэрстве Соединенного Королевства, потому что титулы в Пэрстве Ирландии не давали их владельцам права заседать еще до того, как Акт о Палате лордов 1999 года удалил большинство наследственных пэров.
По условиям этого закона лорд Кланкарти автоматически потерял право на место; он потерпел неудачу на выборах независимых наследственных пэров из 28 человек, чтобы продолжить сидеть после вступления Закона в силу, заняв 37-е место из 79 кандидатов.
Он был неудачным кандидатом на четырех дополнительных выборах, вызванных смертью действующих наследственных пэров, и дважды занимал второе место . В 2010 году он вернулся в Палату представителей после победы на дополнительных выборах, чтобы заменить 4-го виконта Колвилла Калросского.
Помимо того, что он британский и ирландский пэр, он также принадлежит к голландской знати как маркиз ван Хёсден.
Граф Кланкарти — художник, работающий не по найму, писатель-фрилансер и переводчик.